# Euxesta quaternaria
Euxesta quaternaria är en tvåvingeart som beskrevs av Friedrich Hermann Loew 1868.
Euxesta quaternaria ingår i släktet Euxesta och familjen fläckflugor. Inga underarter finns listade i Catalogue of Life.